# Amolops viridimaculatus
Espèce
Synonymes
- Staurois viridimaculatus Jiang, 1983

Statut de conservation UICN

 NT  : Quasi menacé
Amolops viridimaculatus est une espèce d'amphibiens de la famille des Ranidae.

## Répartition
Cette espèce se rencontre :
- en République populaire de Chine au Yunnan ;
- dans le Nord du Viêt Nam dans les provinces de Lào Cai et de Cao Bằng ;
- dans le nord-est de l'Inde dans l'État du Nagaland ;
- en Birmanie dans l'État Kachin.

Sa présence est incertaine au Laos.

## Publication originale
- Jiang, 1983 : A new species of genus Staurois (Ranidae) - Staurois viridimaculatus. Acta Herpetologica Sinica, New Series, Chengdu, vol. 2, no 3, p. 71.